# Bärschwil
Bärschwil, appelée jadis en français Bermevelier, est une commune suisse du canton de Soleure, située dans le district de Thierstein.

## Géographie
La commune comprend le village de Bärschwil, dans une vallée latérale de la Birse, le hameau de Wiler et la Schmelzi sur la Birse.

## Population

### Surnom
Les habitants de la commune sont surnommés d'Schnitz, ce qui évoque en suisse allemand les tranches de pommes ou de poires séchées qui étaient envoyées aux soldats mobilisés pendant la Première Guerre mondiale.

### Démographie
La commune compte 438 habitants en 1739, 452 en 1800, 656 en 1850, 687 en 1900, 964 en 1950 et 872 en 2000.

### Économie
En 1980, le secteur primaire offrait 27 % des emplois, le secondaire 36 %.
En 1980, 68 % de la population active travaillait à l'extérieur de la commune.

## Histoire
Jusqu'en 1527, la commune fait partie de l'Évêché de Bâle. La crosse épiscopale rouge de ses armoiries le rappelle.
En 1875, une gare de la ligne Bâle-Delémont, seule station CFF du district, fut construite à la Schmelzi.
Le grand restaurant du Bad (territoire soleurois) abrita des séances du Comité séparatiste jurassien de 1917, avec notamment Alfred Ribeaud (Porrentruy) ou Adolf Walter (Roggenbourg)[réf. nécessaire].

Vue aérienne de 3000 m par Walter Mittelholzer (1923).

## Personnalité
- Amanz Gressly (1814–1865), géologue du Jura et paléontologue.